# بهدينان

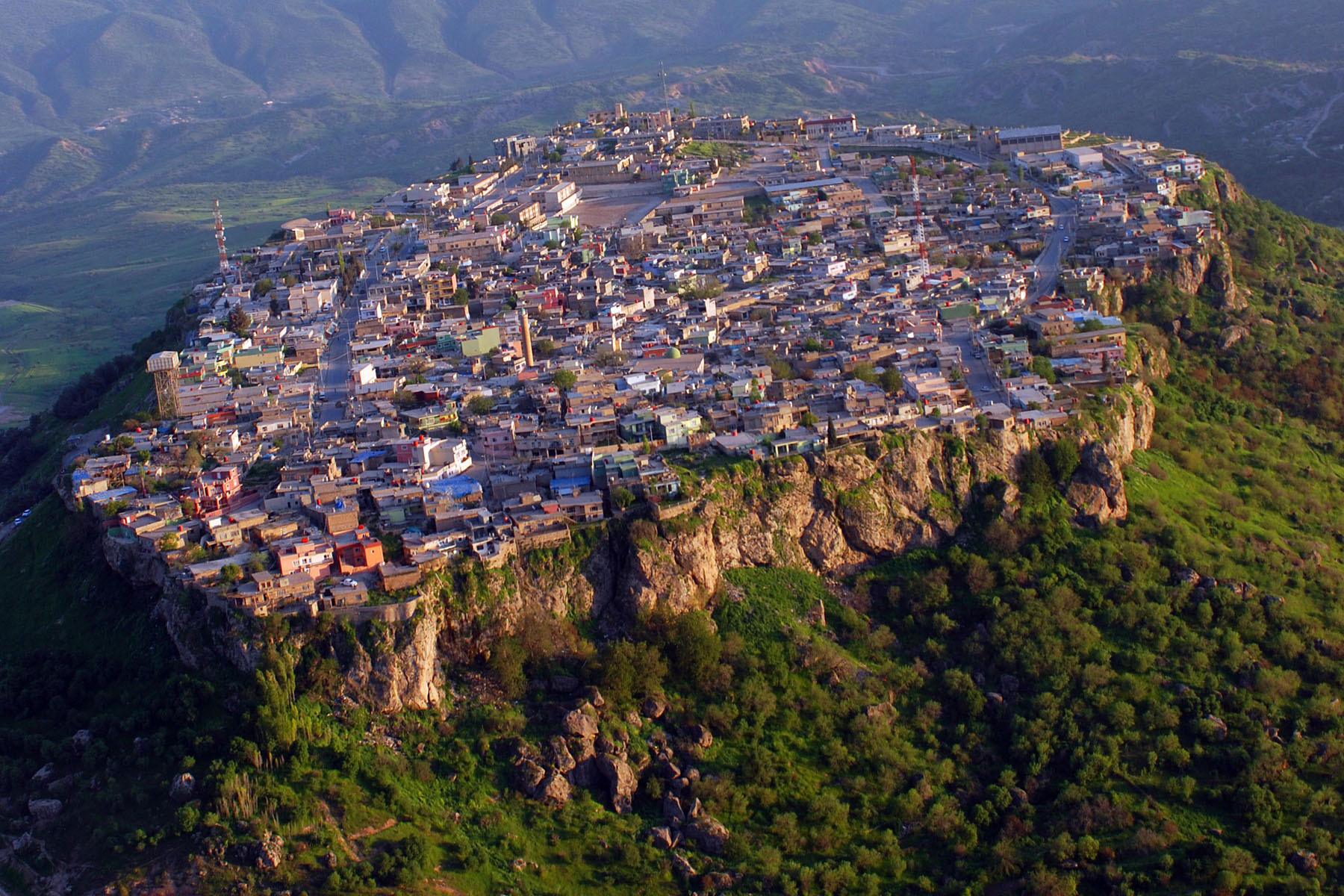
بهدينانيون

بهدينانيون أو بادينانيون هم أصحاب إمارة بهدينان الكردية (1376-1843) التي تأسست خلال الفترة العباسية المتأخرة وحكمت في منطقة كردستان العراق، وظلت العمادية عاصمتها لفترة طويلة.
ولد أحمدي خاني في إمارة بهدينان، أحد أعظم الشعراء الكرد وكاتب الملحمة الشعرية الكردية المشهورة مم زين.

## التسمية
مصدر الاسم من مؤسس الإمارة الملك بهاء الدين بن الملك خليل بن عز الدين العباسي، حفيد المبارك أبي المناقب بن الخليفة المستعصم بالله العباسي؛ والذي عرف ببهاء الدين شمزيني نسبة لاسم منطقة شمزين في ولاية حكاري الواقعة في جنوب شرق تركيا في منطقة كردستان تركيا، والبهدينانية اليوم اسم أحد اللهجات الكردية واسم نهر ومنطقة في كردستان العراق.

## التاريخ
إمارة بهدينان من أقدم الإمارات العباسية المستقلة تأسيسًا، ويعود قيامها إلى عام 1367 في كردستان العراق على يد الملك بهاء الدين العباسي أحد أحفاد الخليفة المستعصم بالله. وكانت مدينة العمادية الواقعة في محافظة دهوك حاليًا عاصمتها وقد تمددت في أوجها لتشمل أجزاءً من محافظتي أربيل ونينوى. عاشت هذه الإمارة زمنًا طويلاً، استطاعت فيه الحفاظ على استقلالها رغم كونها تقع على حدود إمبراطوريتين عظيمتين ومتحاربتين بشكل دائم هما الإمبراطورية العثمانية والإمبراطورية الصفوية، وعلى الرغم من ذلك فلم تكن نهايتها على يد إحدى هاتين الإمبراطورتين بل على يد إمارة كردية منافسة وقريبة ومنها هي إمارة سوران عام 1834، وقد زال حكم الأشراف العباسيين لهذه الإمارة سنة 1843م.
هرب آخر حكام هذه الإمارة إلى بغداد عام 1258هـ ونزل في ضيافة الشيخ عبدالرحمن السهروردي العباسي أحد أعلام النسب العباسي بالعراق ومكث في بغداد إلى أن توفي عام 1289هـ وبه إنتهى حكم الأشراف العباسيين لمنطقة كردستان ولهم ذرية في العراق يعرفون بآل العباسي ومنهم الشريف محفوظ بك العباسي مؤلف كتاب العباسيون بعد احتلال بغداد وكتاب إمارة بهدينان العباسية.
كانت العمادية التابعة حاليا لمحافظة دهوك في العراق عاصمة هذه الإمارة وشملت هذه الإمارة أيضا مدينتي عقرة وزاخو وزيبار وعين سفني واجزاء من الموصل وأربيل. خاضت هذه الإمارة عدة صراعات مع العثمانيين والصفويين ولكن نهاية هذه الإمارة لم تكن على يد أي من هاتين القوتين بل على يد إمارة كردية أخرى منافسة وهي إمارة سوران في عام 1834 وفي عام 1847 سيطر العثمانيون على هذه المنطقة وضموها لولاية الموصل، وذلك بعد مجازر بدر خان.

## سلاطين بهدينان
| الترتيب | الإسم                                                    | بداية الحكم للهجرة | نهاية الحكم للهجرة | ملاحظات |
| 1       | خليل بن عز الدين                                         | 734                | 739                | خليل بن عز الدين بن محمد أبي نصر بن المبارك أبي المناقب بن الخليفة المستعصم بالله العباسي الهاشمي                                                      |
| 2       | علاء الدين بن خليل                                       | 739                | 742                | |
| 3       | مجلي بن علاء الدين                                       | 742                | 849                | |
| 4       | بهاء الدين بن خليل                                       | 849                | 865                | |
| 2       | السلاطين                                                 |                    |                    | |
| 5       | زين الدين بن الملك بهاء الدين                            | 865                | 871                | |
| 6       | نور الدين بن الملك بهاء الدين                            | 871                | 884                | |
| 7       | محمد بن الملك بهـــاء الــدين                            | 884                | 894                | |
| 8       | سيف الدين بن محمد                                        | 894                | 901                | |
| 9       | بهاء الدين الثاني بن محمد                                | 901                | 906                | |
| 10      | حسـن بن سيف الدين بن بهــاء الــدين الأول                | 906                | 940                | |
| 11      | حسين "الولي" بن حسن بن سيف الدين                         | 940                | 984                | |
| 12      | قباد الأول بن حسين بن حسن                                | 984                | 984                | |
| 13      | سليمان بن الأمير مبارك بن سيف الدين                      | 984                | 984                | |
| 14      | بايرام بن حسين                                           | 984                | 993                | |
| 15      | سيدي بن قباد بن حسين                                     | 993                | 1039               | |
| 16      | يوسف الأول بن بايرام بن حسين                             | 1039               | 1041               | |
| 17      | سعيد الأول بن سيدي                                       | 1041               | 1041               | |
| 18      | يوسف بن سعيد الأول                                       | 1041               | 1048               | |
| 19      | قباد الثاني بن سعيد الأول بن سيدي                        | 1048               | 1050               | |
| 20      | مراد الأول بن يوسف بن بايرام بن حسين                     | 1050               | 1072               | |
| 21      | قباد الثالث بن سعيد الأول بن سيدي                        | 1072               | 1090               | |
| 22      | بارام بن يوسـف الثاني بن سعيــد الأول                    | 1090               | 1093               | |
| 23      | سعيد الثاني بن يوسف الثاني بن سعيد الأول                 | 1093               | 1111               | |
| 24      | عثمان بن يوسف الثاني بن سعيد الأول                       | 1111               | 1112               | |
| 25      | قباد الرابـع بن سعيـد الثاني                             | 1112               | 1113               | |
| 26      | زبير الأول بن سعيد الثاني بن يوسف الثاني                 | 1113               | 1126               | |
| 27      | بهرام الكبير بن زبير الأول بن سعيد الثاني                | 1126               | 1182               | |
| 28      | إسماعيل الأول بن بهرام الكبير بن زبير الأول              | 1182               | 1213               | |
| 29      | محمد طيار بن إسماعيل الأول بن بهرام الكبير بن زبير الأول | 1213               | 1214               | |
| 30      | مراد الثاني بن إسماعيل الأول بن بهرام الكبير             | 1214               | 1218               | |
| 31      | قباد الخامس بن حسين بن بهرام الكبير                      | 1218               | 1219               | |
| 32      | أحمد بن حسـين بن بهـرام الكبـير                          | 1219               | 1219               | |
| 33      | عادل بن إسماعيل الأول بن بهرام الكبـير                   | 1219               | 1222               | |
| 34      | زبـير بن إسماعيل الأول بن بهرام الكبـير                  | 1222               | 1240               | |
| 35      | محمد سعيد بن محمد الطيـار بن إسماعيل الأول               | 1240               | 1250               | |
| 36      | موسـى بن محمد الطيــار بن إسماعيل الأول                  | 1250               | 1255               | |
| 37      | إسماعيل الثاني بن محمد الطيار بن إسماعيل الأول           | 1255               | 1258               | فر إلى بغداد بعد إنتهاء حكم الأشراف العباسيين للإمارة على يد الدولة العثمانية ونزل عند الشيخ عبدالرحمن السهروردي العباسي في بغداد وتوفي بها سنة 1289هـ |